# Masdevallia hartman-filii
Masdevallia hartman-filii är en orkidéart som beskrevs av Luer, Hirtz och V.N.M.Rao. Masdevallia hartman-filii ingår i släktet Masdevallia och familjen orkidéer. Inga underarter finns listade i Catalogue of Life.